# Loučná nad Desnou
Loučná nad Desnou (1948-ig Vízmberk, németül Wiesenberg) település Csehországban, a Šumperki járásban. Loučná nad Desnou Jindřichov, Bělá pod Pradědem, Malá Morávka, Vrbno pod Pradědem, Velké Losiny és Vernířovice településekkel határos. Lakosainak száma 1454 fő (2024. január 1.).

## Népesség
A település lakosságának változását az alábbi diagram mutatja:
| Lakosok száma | 3454 | 3445 | 3009 | 1778 | 1813 | 1933 | 1622 | 1556 | 1472 | 1454 |
|               | 1869 | 1890 | 1921 | 1950 | 1980 | 2001 | 2017 | 2019 | 2022 | 2024 |